# Sean Pertwee
Sean Pertwee (n. 4 iunie 1964, la Hammersmith, Londra) este un actor englez. Este cunoscut pentru interpretarea lui Alfred Pennyworth, valetul tânărului Bruce Wayne, în serialul de televiziune "Gotham".

## Filmografie

### Film
| An                          | Nume                               | Rol                     | Informații | Refs.                      |
| --------------------------- | ---------------------------------- | ----------------------- | --- | -------------------------- |
| 1991                        | Coping with Cupid                  | Peter                   | Film de scurt metraj s.f. de dragoste | [ 5 ] [ 6 ]                |
| 1991                        | London Kills Me                    |                         | - Nemenționat - Critically panned and a failure at the box office |                            |
| 1992                        | Leon the Pig Farmer                | Keith Chadwick          | Comedie britanică | [ 7 ] [ 8 ]                |
| 1993                        | Dirty Weekend                      | The Quiet One           | - British film directed by Michael Winner, based on the novel of the same name by Helen Zahavi - Banned from video release for two years by the BBFC for its violent and sexual content |                            |
| 1993                        | Swing Kids                         |                         | - Uncredited - American musical drama film directed by Thomas Carter - Pre-World War II Germany film |                            |
| 1994                        | Shopping                           | Tommy                   | | [ 9 ]                      |
| 1995                        | Blue Juice                         | J.C.                    | British film directed by Carl Prechezer |                            |
| 1995                        | ID                                 | Martin                  | British film made by BBC Films about football hooliganism, directed by Philip Davis | [ 10 ]                     |
| 1997                        | Destinație mortală                 | Pilot Smith             | {{Plain list \| - British-American science fiction horror film directed by Paul W. S. Anderson - Budget=$60 million - Worldwide total. US domestic figure only: $26,673,242 - Gross Box Office=$47,073,85 |                            |
| [ 11 ] [ 11 ] [ 12 ] [ 13 ] |                                    |                         | |                            |
| 1998                        | Soldatul                           | Mace                    | Film științifico-fantastic de acțiune regizat de Paul Anderson |                            |
| 1998                        | Tale of the Mummy                  | Bradley Cortese         | British-American horror film, directed by Russell Mulcahy |                            |
| 1998                        | Stiff Upper Lips                   | George                  | - A broad parody of British period films, especially the lavish Merchant-Ivory productions of the 'eighties and early 'nineties. - Stiff Upper Lips received mixed reviews. Alexander Walker of the Evening Standard called it "A Spot of Spiffing Spoofery" while the Time Out reviewer said "it is beautifully acted and consistently spot on". - Stephen Holden of the New York Times, however, lamented "If only it were funnier". | [ 14 ] [ 15 ]              |
| 1999                        | Cleopatra                          | Brutus                  | - Fictional film portrayal of the Egyptian queen Cleopatra - Based on the book Memoirs of Cleopatra by Margaret George |                            |
| 2000                        | Five Seconds to Spare              | Piers                   | | [ 16 ]                     |
| 2000                        | Love, Honour and Obey              | Sean                    | | [ 17 ]                     |
| 2000                        | Seven Days to Live                 | Martin Shaw             | | [ 18 ]                     |
| 2001                        | The 51st State                     | Detective Virgil Kane   | - Also known as Formula 51. - Canadian-British action comedy | [ 19 ]                     |
| 2002                        | Equilibrium                        | Father                  | American dystopian science fiction film written and directed by Kurt Wimmer |                            |
| 2002                        | Dog Soldiers                       | Sergeant Harry G. Wells | British horror film written and directed by Neil Marshall |                            |
| 2005                        | Goal!                              | Barry Rankin            | - Also known as Goal! The Dream Begins in the United States was a film directed by Danny Cannon - The first instalment of a trilogy also named Goal! - This film was made with full co-operation from FIFA, which is one of the reasons actual teams and players are used throughout the film. |                            |
| 2005                        | The Adventures of Greyfriars Bobby | Duncan Smithie          | Family-based Scottish film released in the US in 2005 as Greyfriars Bobby directed by John Henderson. |                            |
| 2005                        | The Prophecy: Uprising             | Dani Simionescu         | - Fantasy horror-thriller film and the fourth motion picture (of five) in The Prophecy series. - This chapter does not feature series regular Christopher Walken, instead starring Doug Bradley, British actor Pertwee, and frequent horror-film actor Kari Wührer in the lead roles. |                            |
| 2005                        | The Last Drop                      | Sgt Bill McMillan       | British-Romanian war adventure film by Colin Teague that went directly to DVD release. |                            |
| 2006                        | Renaissance                        | Montoya                 | (English Language) French black-and-white animated science fiction film by French director Christian Volckman. |                            |
| 2006                        | Wilderness                         | Jed                     | British-Irish horror film directed by Michael J. Bassett and written by Dario Poloni. |                            |
| 2007                        | Dangerous Parking                  | Ray Molina              | Drama film based on the novel of the same name by Stuart Browne. |                            |
| 2007                        | Goal! 2: Living the Dream...       | Barry Rankin            | The second part of the football film trilogy Goal!. |                            |
| 2007                        | Botched                            | Mr. Groznyi             | Horror comedy |                            |
| 2008                        | Doomsday                           | Dr. Talbot              | | [ 20 ]                     |
| 2008                        | Mutant Chronicles                  | Nathan Rooker           | Independent science fiction horror film, loosely based on the role-playing game of the same name. |                            |
| 2010                        | 4.3.2.1.                           | Mr. Richards            | British crime thriller film directed by Noel Clarke and Mark Davis |                            |
| 2010                        | Just for the Record                | Sensei                  | | [ 21 ]                     |
| 2010                        | Ultramarines: The Movie            | Brother Proteus         | Science fiction CGI film set in Games Workshop's fictional Warhammer 40,000 universe and based around the Ultramarines. | [ 22 ]                     |
| 2010                        | Devil's Playground                 | Rob                     | British horror film directed by Mark McQueen |                            |
| 2010                        | Heaven and Earth                   |                         | - Uncredited - Also known as Videsh - Canadian film directed and written by Deepa Mehta. |                            |
| 2011                        | Four                               | Detective               | British independent film directed by John Langridge. |                            |
| 2011                        | Wild Bill                          | Jack                    | British film directed by Dexter Fletcher. |                            |
| 2012                        | The Seasoning House                | Goran                   | British horror film directed by Paul Hyett. | [ 23 ]                     |
| 2012                        | Vuosaari                           | Robert                  | Finnish film directed by Aku Louhiniemi |                            |
| 2012                        | St George's Day                    | Proctor                 | British Gangster Film | [ 24 ]                     |
| 2013                        | UFO                                | Tramp                   | - Re-titled Alien Uprising in 2013. - British science fiction film about an alien invasion, written and directed by independent British filmmaker Dominic Burns. | [ 25 ] [ necesită citare ] |
| 2013                        | Alan Partridge: Alpha Papa         | SFO Steve Stubbs        | - Released as Alan Partridge in the United States. - British action comedy film - Directed by Declan Lowney - Sequel to various BBC radio and television shows since 1991. | [ 26 ]                     |
| 2013/2014                   | The 4th Reich                      |                         | - In pre-production - Directed by Shaun Smith. |                            |
| 2015                        | Howl                               | Train Driver Tony       | - Small role in horror film |                            |

- The Reckoning (film din 2020) - ca Moorcroft

### Televiziune
| An        | Titlu                                               | Rol                                                                                            | Informații | Refs.  |
| --------- | --------------------------------------------------- | ---------------------------------------------------------------------------------------------- | --- | ------ |
| 1975      | Billy Smart's Children's Circus                     |                                                                                                | |        |
| 1981      | "Worzel Gummidge"                                   | Uncredited – He plays one of the scarecrows that is going to dig Worzel into the compost heap. | Series 4 Episode 3 – The Jumbly Sale |        |
| 1989      | Poirot: The King of Clubs                           | Ronnie Oglander                                                                                | |        |
| 1990      | Chancer                                             | Jamie Douglas                                                                                  | Recurring |        |
| 1990      | Harry Enfield's Television Programme                |                                                                                                | |        |
| 1990      | Cluedo                                              | Richard Forrest                                                                                | Episode: "Christmas Past, Christmas Present" (S 1:Ep 7) |        |
| 1991      | The Chief                                           | Det. Sgt. Kevin Powers                                                                         | Episode: "Episode 2" (S 2:Ep 2) |        |
| 1991      | Clarissa                                            | John Belford                                                                                   | |        |
| 1992      | Virtual murder                                      | Matt Andries                                                                                   | Episode: "Dreams Imagic" (S 1:Ep 6) |        |
| 1992      | The Young Indiana Jones Chronicles                  | Captain Heinz                                                                                  | Episode: "Trenches of Hell, Part 2)" (S 2:Ep 3) |        |
| 1992      | Boon                                                | David Kennedy                                                                                  | Episode: "Whispering Grass" (S 8:Ep 12) |        |
| 1992      | The Ruth Rendell Mysteries                          | Det Sgt Barry Vine                                                                             | Episodes: - "Kissing the Gunner's Daughter, Part One" (S 6:Ep 8) - "Kissing the Gunner's Daughter, Part Two" (S 6:Ep 9) - "Kissing the Gunner's Daughter, Part Three" (S 6:Ep 10) - "Kissing the Gunner's Daughter, Part Four" (S 6:Ep 11)                                                                          |        |
| 1992      | A Touch of Frost                                    |                                                                                                | Episode: "Quarry" |        |
| 1993      | Peak Practice                                       |                                                                                                | Episode: "Hope to Die" |        |
| 1994      | Cadfael                                             | Sheriff Hugh Beringar                                                                          | Series 1 |        |
| 1996      | Deadly Voyage                                       | Ion Plesin                                                                                     | TV film directed by John Mackenzie and written by Stuart Urban |        |
| 1997      | Bodyguards                                          | Ian Worell                                                                                     | Main cast |        |
| 1998      | Macbeth                                             | Macbeth                                                                                        | UK TV |        |
| 2000      | Operation Good Guys                                 |                                                                                                | Episode: "The Leader" (S 3:Ep 4) |        |
| 2000      | In the Beginning                                    | Isaac                                                                                          | Two-part biblical TV Mini-series directed by Kevin Connor |        |
| 2001      | Cold Feet (2001)                                    | Mark Cubitt                                                                                    | Guest star; Series 4 |        |
| 2003      | Cold Feet (2003)                                    | Mark Cubitt                                                                                    | Guest Star; Series 5 |        |
| 2003      | Waking The Dead                                     | Carl Mackenzie                                                                                 | Episodes: - "Multistorey, Part One" (S 3:Ep 1) - "Multistorey, Part Two" (S 3:Ep 2) |        |
| 2003      | Julius Caesar (2003)                                | Titus Labienus                                                                                 | Two-part TV Mini-series directed by Uli Edel | [ 29 ] |
| 2004      | Bo' Selecta!                                        | Himself                                                                                        | Episode: "Episode Five" (S 3:Ep 5) |        |
| 2004–2005 | A Bear's Tail                                       | Richard Head                                                                                   | Series 4 – Episodes: - "A Bear's Christmas Tail" (S 1:Ep 1) - "The Good, The Bear & The Ugly" (S 1:Ep 2) - "Adventures in Bearbysitting" (S 1:Ep 3) - "The Son of Bear-elzebub (S 1:Ep 4) - "Meet the Bearents" (S 1:Ep 5) - "Blame it on the Bearboy" (S 1:Ep 6) - "Two Weddings, a Bear and No Funeral" (S 1:E 7) |        |
| 2006      | Agatha Christie's Marple                            | Dr. Owen Griffith                                                                              | Episode: "The Moving Finger" |        |
| 2006      | Ancient Rome–The Rise And Fall of an Empire: Caesar | Julius Caesar                                                                                  | |        |
| 2007      | Nuclear Secrets                                     | Narrator                                                                                       | Five-episode TV mini-series |        |
| 2007      | The Tudors                                          | English ambassador in Italy                                                                    | Episode: "In Cold Blood" (S 1:EP 1) |        |
| 2007      | When Evil Calls                                     | The Janitor                                                                                    | TV mini-series | [ 30 ] |
| 2008      | Honest                                              | DS. Ed Bain                                                                                    | - Main cast - A remake of the New Zealand series Outrageous Fortune. |        |
| 2008      | The Wrong Door                                      |                                                                                                | - Guest star - Episode: "The Smutty Aliens" (S 1:Ep 3) |        |
| 2008      | Skins                                               | Soldier on the Train and Simon the Lecturer                                                    | Episode: "Tony" (S 2:Ep 6) |        |
| 2009      | Law & Order: UK                                     | Josh Pritchard                                                                                 | Episode: "Vice" (S 1:Ep 3) |        |
| 2010      | Luther                                              | Terry Lynch                                                                                    | Episode: "Episode 2" (S 1:Ep 2) |        |
| 2011      | National Geographic: Islands Series                 | Narrator                                                                                       | Cyprus |        |
| 2011      | Camelot                                             | Sir Ector                                                                                      | recurring; Series 1 |        |
| 2013      | Jo                                                  | Charlie                                                                                        | Six episodes |        |
| 2013      | Agatha Christie's Poirot                            | Sir George Stubbs                                                                              | Episode: "Dead Man's Folly" |        |
| 2013      | Agatha Christie's Poirot                            | Himself                                                                                        | Episode: "Being Poirot" |        |
| 2013      | Death in Paradise                                   | Malcolm Powell                                                                                 | Episode: "A Deadly Party" (S 2:EP 8) | [ 31 ] |
| 2013      | The Job Lot                                         | Sergeant Steve Fox                                                                             | Episode: "Army" (S 1:EP 2) |        |
| 2013–2014 | Elementary                                          | Inspector Lestrade                                                                             | Episodes: - "Step Nine" (S 2:Ep 1) - "The One Percent Solution" (S 2:Ep 16) - "Ears to You" (S 2:Ep 17) |        |
| 2013      | The Five(ish) Doctors Reboot                        |                                                                                                | |        |
| 2014–2019 | Gotham                                              | Alfred Pennyworth                                                                              | Main cast | [ 32 ] |
| 2014      | The Musketeers                                      | Sarazin                                                                                        | Episode: "Musketeers Don't Die Easily" (S 1:EP 10) |        |

### Teatru
| An   | Titlu     | Rol                 | Informații                                                   | Refs.  |
| ---- | --------- | ------------------- | ------------------------------------------------------------ | ------ |
| 1997 | Tom Jones | Captain Fitzpatrick | A BBC adaptation for the stage by playwright Joan Macalpine. | [ 33 ] |

### Radio
| Year | Title             | Role        | Refs.  |
| ---- | ----------------- | ----------- | ------ |
| 2011 | Burning Both Ends | Oliver Reed | [ 34 ] |

### Jocuri video
| An   | Titlu                               | Rol                     | Refs.  |
| ---- | ----------------------------------- | ----------------------- | ------ |
| 1996 | The Gene Machine                    | Piers Featherstonehaugh |        |
| 2002 | Medieval: Total War                 | Narrator                |        |
| 2003 | Primal                              | Jared                   |        |
| 2003 | Warhammer 40,000: Fire Warrior      | Governor Severus        |        |
| 2003 | Gladiator: Sword of Vengeance       | Invictus Thrax          |        |
| 2004 | Killzone                            | Colonel Gregor Hakha    | [ 35 ] |
| 2008 | Fable II                            | Additional Voices       |        |
| 2009 | Killzone 2                          | Colonel Mael Radec      | [ 35 ] |
| 2010 | Fable III                           | Captain Saker           | [ 35 ] |
| 2012 | PlayStation All-Stars Battle Royale | Colonel Mael Radec      | [ 35 ] |
| 2013 | Assassin's Creed IV: Black Flag     | Peter Chamberlaine      |        |